# Први принцип термодинамике
Први принцип термодинамике је варијанта универзалног закона физике о очувању енергије. Први принцип термодинамике гласи: повећање унутрашње енергије затвореног термодинамичког система једнака је топлотној енергији додатој систему минус извршен рад система. Или једноставније речено укупна доведена енергија неком систему троши се на извршени рад и на повећање унутрашње енергије система.
Овај принцип се математички изражава формулом:
- {\displaystyle \Delta U\,} је промена унутрашње енергије система.
- {\displaystyle W\,} је део енергије који одговара извршеном раду система у односу на околину
- {\displaystyle Q\,} је количина топлотне енергије.

Постоји више могућих врста рада: рад сила притиска, рад електричних сила у хемијској батерији, рад електромагнетних сила, итд. 
Ако се ради о механичком раду под силама притиска, као што је случај у класичној термодинамици, израз за прираштај топлотне енергије система гласи:
Знак - означава да се систем шири (dV > 0 ), а рад врше спољашње силе.
{\displaystyle p_{ext}\,} је спољашњи притисак
{\displaystyle dV\,} је минимални прираштај запремине

## Историја
У првој половини осамнаестог века, француски филозоф и математичар Емили ди Шатле дала је значајан допринос настајању теоријског оквира енергије предлажући облик закона очувања енергије који признаје укључивање кинетичке енергије. Емпиријски развој првих идеја, у наредном веку, борио се са контрадикторним концептима као што је калоријска теорија топлоте.
Гермејн Хес је 1840. године објавио закон очувања (Хесов закон) за топлоту реакције током хемијских трансформација. Овај закон је касније препознат као последица првог закона термодинамике, мада се Хесова изјава се није експлицитно бавила односом између размене енергије топлотом и радом.
Године 1842, Јулиус Роберт фон Мајер дао је исказ који је затим Клифорд Трусдел (1980) изразио тврдњом да се „у процесу под константним притиском, топлота која се користи за ширење може универзално измењивати са радом”, међутим то није општи исказ првог закона.
Прве потпуне изјаве о закону дошле су 1850. од Рудолфа Клаузијуса, и од Вилијама Ранкина. Неки научници сматрају Ранкинову изјаву мање изразитом од Клаузијусове.

### Оригиналне изјаве: „термодинамички приступ“
Оригинални искази првог закона термодинамике из 19. века појавили су се у концептуалном оквиру у коме је пренос енергије као топлоте узет као примитиван појам, који није дефинисан или конструисан теоријским развојем оквира, већ претпостављен као и раније и већ прихваћен. Примитивни појам топлоте узет је као емпиријски успостављен, посебно путем калориметрије која се сматра субјектом сама по себи, пре термодинамике. Заједно са овим појмом топлоте примитивни су били појмови емпиријске температуре и топлотне равнотеже. Овај оквир је такође узео као примитиван појам пренос енергије као рада. Овај оквир није претпостављао концепт енергије уопште, већ га је сматрао изведеним или синтетисаним из претходних појмова топлоте и рада. Један аутор је овај оквир назвао „термодинамичким“ приступом.
Први експлицитни исказ првог закона термодинамике, Рудолфа Клаузијуса 1850. године, односио се на цикличне термодинамичке процесе.
У свим случајевима у којима рад производи из топлотне, троши се количина топлоте која је пропорционална обављеном послу; и обрнуто, трошењем дате количине рада производи се једнака количина топлоте.
Клаузијус је такође изнео закон у другом облику, позивајући се на постојање функције стања система, унутрашње енергије, и изразио га у виду диференцијалне једначине за прирасте термодинамичког процеса. Ова једначина се може описати на следећи начин:
У термодинамичком процесу који укључује затворени систем, прираст унутрашње енергије једнак је разлици између топлоте коју систем акумулира и његовог рада.